# Anastasios Douvikas
Anastasios Douvikas (en griego: Αναστάσιος "Τάσος" Δουβίκας; Atenas, 2 de agosto de 1999), conocido como Tasos Douvikas, es un futbolista griego que juega en la demarcación de delantero para el Como 1907 de la Serie A.

## Trayectoria

### Asteras Trípoli
Douvikas hizo su debut profesional el 19 de agosto de 2017, en una derrota en casa por 1-2 ante el PAS Giannina, donde entró como suplente. El 26 de octubre marcó su primer gol profesional, en la victoria por 2-1 sobre el PAE Chania en la Copa de Grecia 2017-18. El 26 de noviembre marcó en la victoria por 2-0 en casa sobre el Levadiakos, contribuyendo a la tercera victoria consecutiva del equipo. El 2 de diciembre marcó en una cómoda victoria en casa por 4-0 sobre el AO Platanias. 
El 18 de diciembre marcó en la victoria a domicilio por 0-4 sobre el Apollon Paralimniou FC en la Copa de Grecia 2018-19.

### Volos F. C.
En el verano de 2020, Tasos Douvikas fichó por Volos como agente libre. En la temporada 2020-21 de los 26 juegos de la temporada regular, jugó en todos. De hecho, es el único futbolista de la Superliga que salió titular en todos los partidos. Con el equipo de Volos marcó 10 goles y dio 3 asistencias, además jugó 4 partidos más en los playoffs y anotando otro gol, esta vez contra el equipo de Larissa. En la copa también marcó 3 goles en 4 apariciones contra OFI Creta y AEK para los octavos de final y cuartos de final respectivamente.
El 28 de agosto de 2023, tras haber sido la temporada anterior el máximo goleador de la Eredivisie con el F. C. Utrecht, fue traspasado al R. C. Celta de Vigo y firmó un contrato hasta junio de 2028.

## Selección nacional
Tras jugar con la selección de fútbol sub-19 de Grecia y la sub-21, finalmente hizo su debut con la selección de fútbol de Grecia el 28 de marzo de 2021 en un encuentro amistoso contra Honduras, partido que finalizó con un resultado de 2-1 a favor del combinado griego tras un doblete de Vangelis Pavlidis para Grecia, y de Diego Rodríguez para Honduras.

### Goles internacionales
| # | Fecha                   | Estadio                                | Oponente   | Gol | Resultado | Competición                                          |
| - | ----------------------- | -------------------------------------- | ---------- | --- | --------- | ---------------------------------------------------- |
| 1 | 5 de septiembre de 2021 | Estadio Fadil Vokrri, Pristina, Kosovo | Kosovo     | 0-1 | 1–1       | Clasificación para la Copa Mundial de Fútbol de 2022 |
| 2 | 7 de junio de 2025      | Estadio Pankritio, Heraklion, Grecia   | Eslovaquia | 3-1 | 4–1       | Amistoso                                             |

## Estadísticas

### Clubes
Actualizado al último partido disputado el 23 de mayo de 2025.
| Club                            | Div.          | Temporada     | Liga  | Liga  | Copas nacionales | Copas nacionales | Copas internacionales | Copas internacionales | Total | Total |
| Club                            | Div.          | Temporada     | Part. | Goles | Part.            | Goles            | Part.                 | Goles                 | Part. | Goles |
| ------------------------------- | ------------- | ------------- | ----- | ----- | ---------------- | ---------------- | --------------------- | --------------------- | ----- | ----- |
| Asteras Tripolis F. C. · Grecia | 1.ª           | 2017-18       | 20    | 2     | 3                | 1                | ―                     | ―                     | 23    | 3     |
| Asteras Tripolis F. C. · Grecia | 1.ª           | 2018-19       | 18    | 0     | 7                | 1                | 1                     | 0                     | 26    | 1     |
| Asteras Tripolis F. C. · Grecia | 1.ª           | 2019-20       | 2     | 0     | 1                | 0                | ―                     | ―                     | 3     | 0     |
| Asteras Tripolis F. C. · Grecia | Total club    | Total club    | 40    | 2     | 11               | 2                | 1                     | 0                     | 52    | 4     |
| Volos F. C. · Grecia            | 1.ª           | 2020-21       | 30    | 11    | 4                | 3                | —                     | —                     | 34    | 14    |
| Volos F. C. · Grecia            | Total club    | Total club    | 30    | 11    | 4                | 3                | 0                     | 0                     | 34    | 14    |
| F. C. Utrecht · Países Bajos    | 1.ª           | 2021-22       | 36    | 9     | 1                | 1                | ―                     | ―                     | 37    | 10    |
| F. C. Utrecht · Países Bajos    | 1.ª           | 2022-23       | 34    | 20    | 4                | 2                | ―                     | ―                     | 38    | 22    |
| F. C. Utrecht · Países Bajos    | 1.ª           | 2023-24       | 2     | 0     | —                | —                | ―                     | ―                     | 2     | 0     |
| F. C. Utrecht · Países Bajos    | Total club    | Total club    | 72    | 29    | 5                | 3                | 0                     | 0                     | 77    | 32    |
| R. C. Celta de Vigo · España    | 1.ª           | 2023-24       | 32    | 7     | 5                | 6                | ―                     | ―                     | 37    | 13    |
| R. C. Celta de Vigo · España    | 1.ª           | 2024-25       | 20    | 3     | 1                | 2                | ―                     | ―                     | 21    | 5     |
| R. C. Celta de Vigo · España    | Total club    | Total club    | 52    | 10    | 6                | 8                | 0                     | 0                     | 58    | 18    |
| Como 1907 · Italia              | 1.ª           | 2024-25       | 13    | 2     | 0                | 0                | —                     | —                     | 13    | 2     |
| Como 1907 · Italia              | Total club    | Total club    | 13    | 2     | 0                | 0                | 0                     | 0                     | 13    | 2     |
| Total carrera                   | Total carrera | Total carrera | 207   | 54    | 26               | 16               | 1                     | 0                     | 234   | 70    |

### Hat-tricks
| 1 | 28 de enero de 2023 | AFAS Stadion, Alkmaar | AZ Alkmaar - F. C. Utrecht |  | 5 - 5 | Eredivisie 2022-23 |